# بريان ينسين

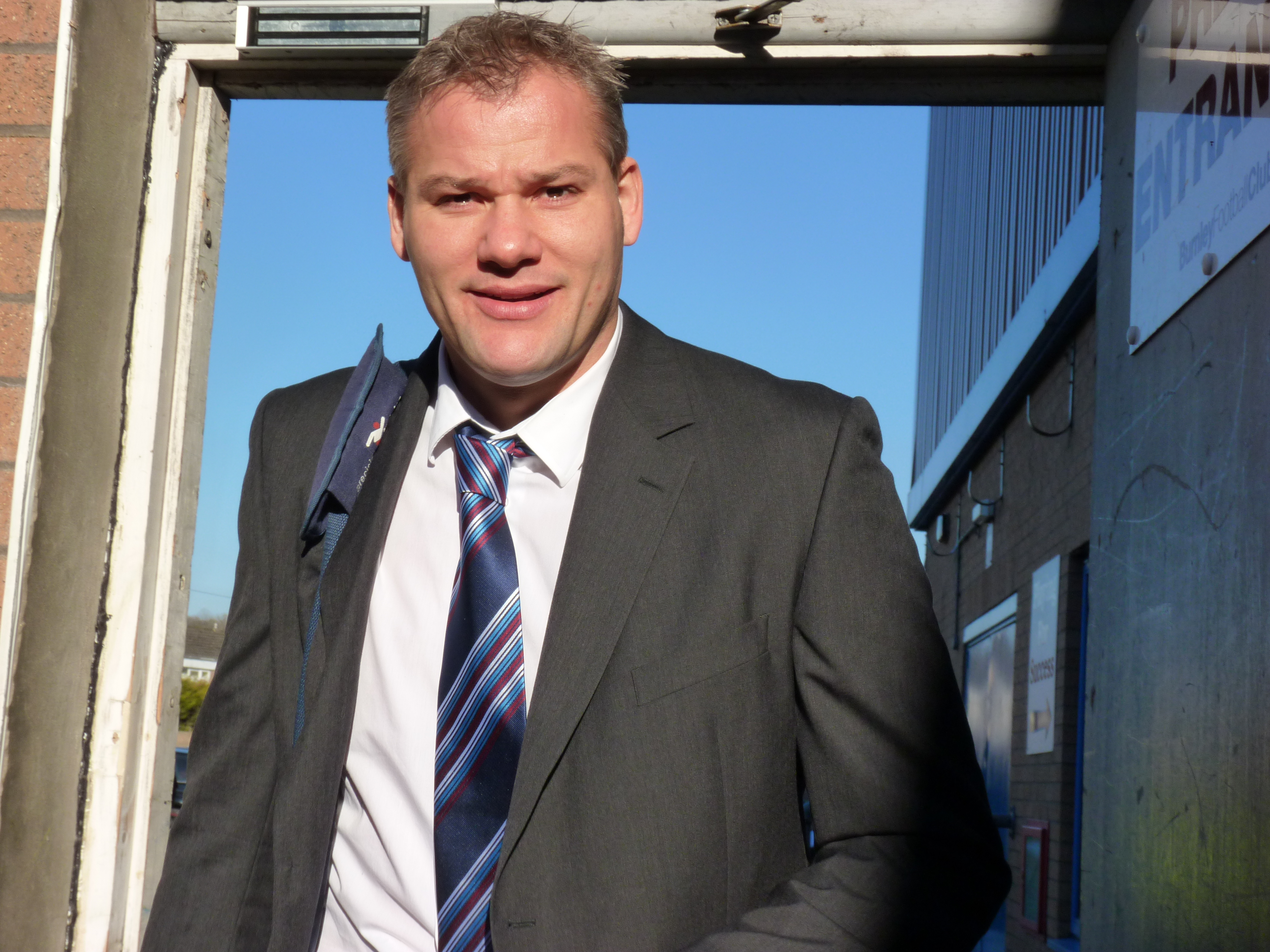

بريان ينسين (بالدنماركية: Brian Jensen) (مواليد 8 يونيو 1975 في نوريبرو - الدنمارك) لاعب كرة قدم دنماركي يلعب حاليا لصالح نادي الدرجة الممتازة بيرنلي الإنجليزي منذ 2003 في مركز حارس مرمى .

## روابط خارجية
- بريان ينسين على موقع قاعدة بيانات كرة القدم.إي يو (الإنجليزية)
- بريان ينسين على موقع Soccerbase.com (لاعب) (الإنجليزية)
- بريان ينسين على موقع عالم كرة القدم.نت (الإنجليزية)
- بريان ينسين على موقع AS.com (الإسبانية)